# Christiane Brassel-Rausch
Christiane Brassel-Rausch (...) è una politica, attrice e regista lussemburghese.

## Carriera

### Politica
Christiane entra nel 2017 nel consiglio comunale di Differdange per Déi Gréng e il 9 ottobre 2019, dopo le dimissioni del primo cittadino Roberto Traversini, viene eletta nuova sindaco di Differdange. Ha prestato giuramento il 25 ottobre 2019. Christiane Rausch è anche presidente della sezione locale di Déi Gréng.
Dal 1988 vive nel comune di Differdange, è sposata ed ha due figli.

### Cinema
Ha recitato in numerosi film lussemburghesi come:
- Pachamama, 2018
- Rusty Boys, 2017
- Streik! (documentario), 2016
- Mammejong, 2015
- Die Erfindung der Liebe, 2013
- D'Fifties zu Lëtzebuerg (documentario), 2013
- Tabu - Es ist die Seele ein Fremdes auf Erden, 2011
- Trouble No More, 2010
- Nuits d'Arabie, 2007
- Perl oder Pica, 2006
- Le club des chômeurs, 2003
- Black Dju, 1996
- Three Shake-a-leg Steps to Heaven, 1993

In due cortometraggi:
- The Heat Wave, 2015
- Roxy, 2015

E in svariate serie tv:
- Guy Rewenig, Déi bescht Manéier, aus der Landschaft ze verschwannen, 2018
- Guy Rewenig, Déi si jo mëll, 2018
- Guy Rewenig, Comment blanchir les bêtes noires sans les faire rougir, 2017
- Eugène Ionesco, Rhinocéros (regia: Frank Hoffmann), 2016
- Guy Rewenig, Zuppermänner, 2015/2016
- Saverio La Ruina, La Vortement, 2011
- Sam Shepard, True West, 2008
- William Shakespeare, Amleto (regia: Frank Hoffmann), 2005
- Thomas Bernhard, Der Theatermacher (regia: Frank Hoffmann), 2003
- Heinrich von Kleist, Der zerbrochende Krug (regia: Frank Hoffmann), 2002
- Carlo Goldoni, Der Diener zweier Herren (regia: Hansgünther Heyme), 2001
- Guy Rewenig, Matzen am Wanter brennt en Äisbierg, 1984